# Djupasjön (Älmeboda socken, Småland)
Djupasjön är en sjö i Tingsryds kommun i Småland och ingår i Nättrabyåns huvudavrinningsområde. Sjöns area är 0,8269 kvadratkilometer och den är belägen 122 meter över havet. Vid provfiske har bland annat abborre, braxen, gädda och mört fångats i sjön.

## Fisk
Vid provfiske har följande fisk fångats i sjön:
- Abborre
- Braxen
- Gädda
- Mört
- Sarv
- Sik
- Siklöja
- Sutare

## Delavrinningsområde
Djupasjön ingår i det delavrinningsområde (626415-146748) som SMHI kallar för Utloppet av Djupasjön. Medelhöjden är 132 meter över havet och ytan är 14,71 kvadratkilometer. Det finns inga avrinningsområden uppströms utan avrinningsområdet är högsta punkten. Vattendraget som avvattnar avrinningsområdet har biflödesordning 2, vilket innebär att vattnet flödar genom totalt 2 vattendrag innan det når havet efter 48 kilometer. Avrinningsområdet består mestadels av skog (62 procent), öppen mark (13 procent) och jordbruk (12 procent). Avrinningsområdet har 2,04 kvadratkilometer vattenytor vilket ger det en sjöprocent på 7,8 procent.